# Medialuna californiensis
Medialuna californiensis és una espècie de peix pertanyent a la família dels kifòsids.

## Descripció
- Pot arribar a fer 48 cm de llargària màxima.[3][4]

## Reproducció
És un reproductor pelàgic.

## Alimentació
Menja algues i petits invertebrats.

## Depredadors
Als Estats Units és depredat pel lleó marí de Califòrnia (Zalophus californianus).

## Hàbitat
És un peix marí, demersal i de clima temperat (51°N-23°N) que viu entre 0-40 m de fondària.

## Distribució geogràfica
Es troba al Pacífic oriental: des de l'illa de Vancouver (la Colúmbia Britànica, el Canadà) fins al golf de Califòrnia.

## Longevitat
La seua esperança de vida és de vuit anys.

## Ús comercial
La seua carn és de qualitat excel·lent i es comercialitza fresc.

## Observacions
És inofensiu per als humans.